# Mark St. John
Mark St. John, właśc. Mark Leslie Norton (ur. 7 lutego 1956 w Hollywood, zm. 5 kwietnia 2007 w Nowym Jorku) – amerykański muzyk.

## Życiorys
W zespole Kiss zastąpił Vinniego Vincenta. Zagrał tylko na jednej płycie zespołu Animalize z 1984 roku. Później z powodu dolegliwości lewej ręki musiał opuścić grupę. Na jego miejsce przyszedł do Kiss Bruce Kulick, który stałym członkiem grupy został w 1985 roku.
St John po opuszczeniu Kiss stworzył w 1986 roku zespół White Tiger. Później współpracował krótko z Peterem Crissem, perkusistą Kiss. Efektem jest demo powstałe w 1990 roku. Dziewięć lat później ukazał się album sygnowany nazwą Mark St John Project.
Muzyk zmarł na udar mózgu nad ranem 5 kwietnia 2007 roku.